# Allium crispum
Allium crispum es una especie de planta bulbosa del género Allium, perteneciente a la familia de las amarilidáceas, del orden de las Asparagales. Originaria de América del Norte.

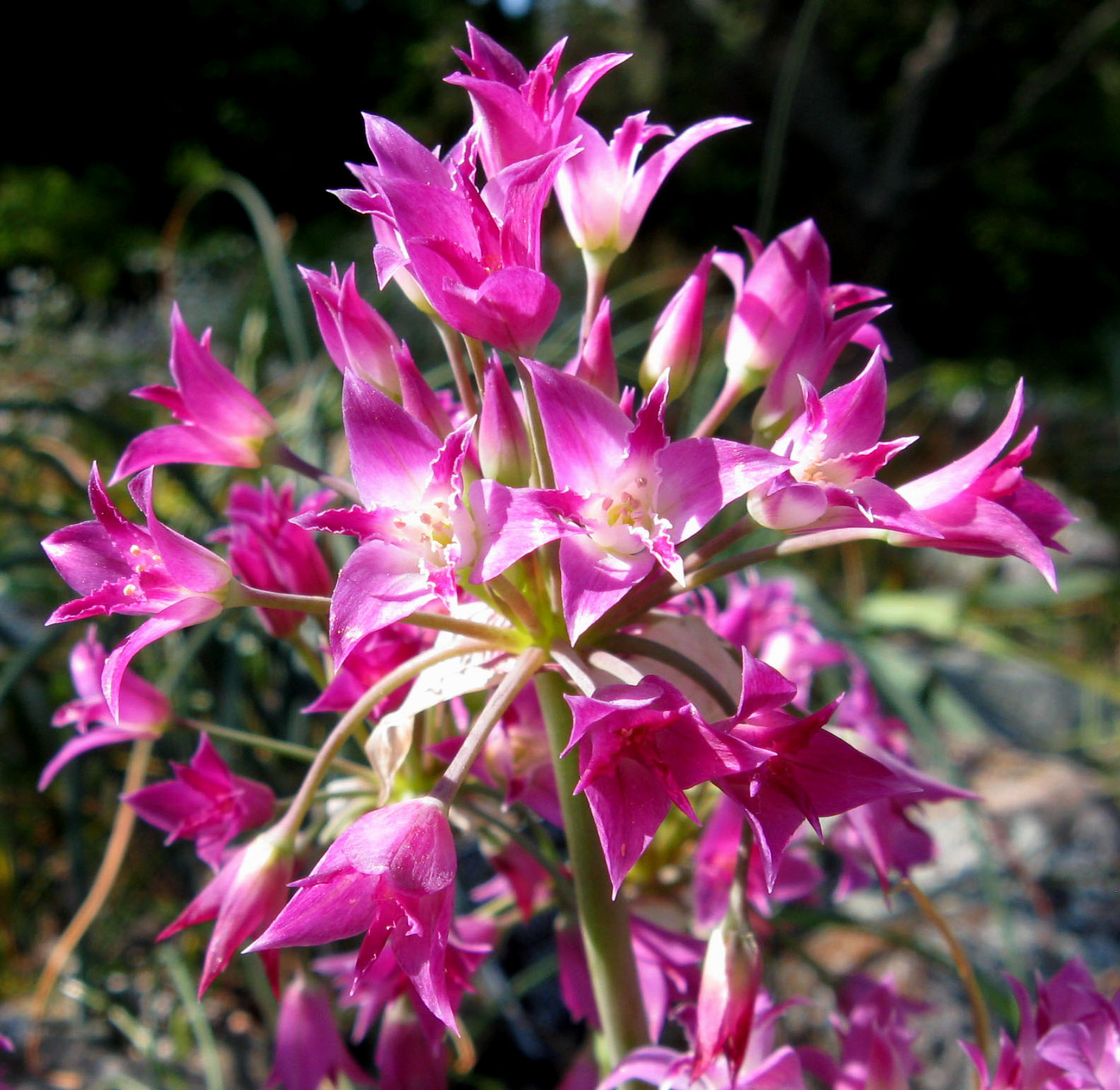
Inflorescencia

## Descripción
Esta cebolla crece de un bulbo que tiene un tamaño de uno a uno y medio centímetros de ancho y produce tallos desnudos verdes con inflorescencias de muchas flores, cada una en un corto pedicelo. Las flores son de color magenta y tienen seis tépalos triangulares. El interior de tres de los tépalos son más pequeños y arrugados como tela y puede doblarse.

## Taxonomía
Allium crispum fue descrita por  Edward Lee Greene y publicado en Pittonia 1(11): 166, en el año 1888.
Etimología
Allium: nombre genérico muy antiguo. Las plantas de este género eran conocidos tanto por los romanos como por los griegos. Sin embargo, parece que el término tiene un origen celta y significa "quemar", en referencia al fuerte olor acre de la planta. Uno de los primeros en utilizar este nombre para fines botánicos fue el naturalista francés Joseph Pitton de Tournefort (1656-1708).
crispum: epíteto latino que significa "con pelo rizado".
Sinonimia
- Allium peninsulare var. crispum (Greene) Jeps.[3]